# دانه مرغ
دانه مرغ (نام علمی: Cerastium) نام یک سرده از تیره میخکیان است.